# Raúl Ivars Santos
Raúl Ivars Santos (Alacant, 26 de setembre de 1977) és un exfutbolista valencià, que ocupava la posició de davanter.

## Trajectòria
Comença a destacar a les files de l'Hèrcules CF, amb qui debuta a Segona Divisió a la campanya 94/95, jugant 4 partits. Roman durant quatre temporades a l'equip herculà, una d'elles, la 96/97, a primera divisió, encara que va restar inèdit.
L'estiu de 1998 fitxa per l'Elx CF, amb qui puja a Segona Divisió. Després de ser cedit al CD Toledo la temporada 00/01, esdevé titular amb els il·licitans, condició que manté entre 2001 i 2003, període en el qual suma 63 partits i 11 gols. A partir de la temporada 03/04 retorna a la suplència, disputant altres 45 partits abans de la seua marxa el 2006.